# Metastrangalis plavilstshikoviana
Metastrangalis plavilstshikoviana är en skalbaggsart som först beskrevs av Heyrovský 1934.  Metastrangalis plavilstshikoviana ingår i släktet Metastrangalis och familjen långhorningar.
Artens utbredningsområde är Taiwan. Inga underarter finns listade i Catalogue of Life.